# Rocznik Instytutu Polsko-Skandynawskiego
Rocznik Instytutu Polsko-Skandynawskiego – pismo historyczne wydawane od 1988 w Kopenhadze. 
Wydawcą jest Instytut Polsko-Skandynawski. Redaktorem naczelnym jest Eugeniusz S. Kruszewski. 